# Torneo de Honor
Le Torneo de Honor en français : « Tournoi d'honneur » est une compétition officielle de football en Uruguay, qui se tient 29 fois entre 1935 et 1967. 
Les cinq premières éditions (1935, 1937, 1938, 1939 et 1940) se sont déroulées sous la forme d'un tournoi indépendant, les quatre premières se déroulant sous la forme d'un tournoi à élimination directe, tandis que la coupe de 1940 était divisée en deux zones.
Les éditions restantes sont calculées en additionnant les points obtenus lors du Torneo Competencia et du premier tour du championnat d'Uruguay, c'est-à-dire qu'il n'est alors plus un tournoi indépendant (bien qu'en 1943 il ait fallu organiser un match d'appui pour désigner un vainqueur).

## Palmarès
| Année | Vainqueur                                   |
| ----- | ------------------------------------------- |
| 1935  | Club Nacional de Football                   |
| 1937  | Montevideo Wanderers                        |
| 1938  | Club Nacional de Football                   |
| 1939  | Club Nacional de Football                   |
| 1940  | Club Nacional de Football                   |
| 1941  | Club Nacional de Football                   |
| 1942  | Club Nacional de Football                   |
| 1943  | Club Nacional de Football                   |
| 1944  | CA Peñarol                                  |
| 1945  | CA Peñarol                                  |
| 1946  | Club Nacional de Football                   |
| 1947  | Defensor Sporting Club et Peñarol (Partagé) |
| 1948  | Club Nacional de Football                   |
| 1949  | CA Peñarol                                  |
| 1950  | CA Peñarol                                  |
| 1951  | CA Peñarol                                  |
| 1952  | CA Peñarol                                  |
| 1953  | CA Peñarol                                  |
| 1955  | Club Nacional de Football                   |
| 1956  | CA Peñarol                                  |
| 1957  | Club Nacional de Football                   |
| 1958  | Club Nacional de Football                   |
| 1959  | National et Peñarol (Partagé)               |
| 1960  | National et Peñarol (Partagé)               |
| 1961  | Club Nacional de Football                   |
| 1962  | Club Nacional de Football                   |
| 1963  | Club Nacional de Football                   |
| 1964  | CA Peñarol                                  |
| 1967  | CA Peñarol                                  |